# Ladeuzemolen
De Ladeuzemolen is een watermolen onder aan de Ladeuze in Etikhove, een deelgemeente van het Oost-Vlaamse Maarkedal.

## Geschiedenis
De molen wordt de eerste maal vermeld in 1571 maar dateert waarschijnlijk van voor 1500. De molen bevindt zich in een bocht van de Maarkebeek waar deze verbreedt tot de Ladeuzevijver. Hier stond vroeger het kasteel de la Deuze. Van 1830 tot 1850 was de molen in bezit van olieslager V. De Vos en kwam in handen van zijn erfgenamen tot 1939. In 1909 werd een stoommachine geplaatst, de olieproductie hield op omstreeks de Eerste Wereldoorlog. De graanmaalderij werd verwijderd in de periode 1960-1970. Sinds 1975 wordt het vroegere molenhuis gebruikt als woonhuis en het waterrad werd hersteld. Het rad en de beek dienen enkel nog als bezienswaardigheid langs de Maarkebeek.

## Afbeeldingen

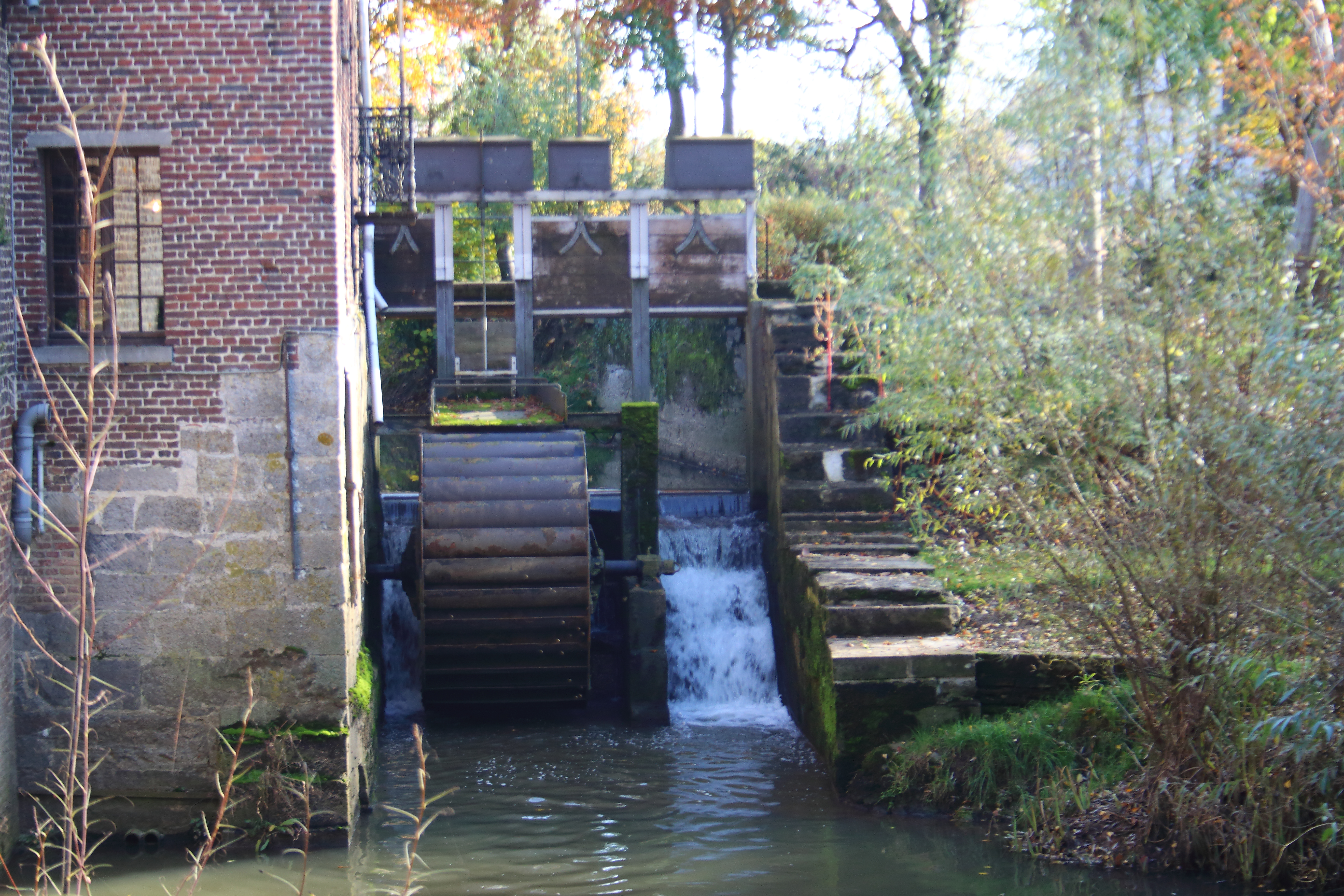
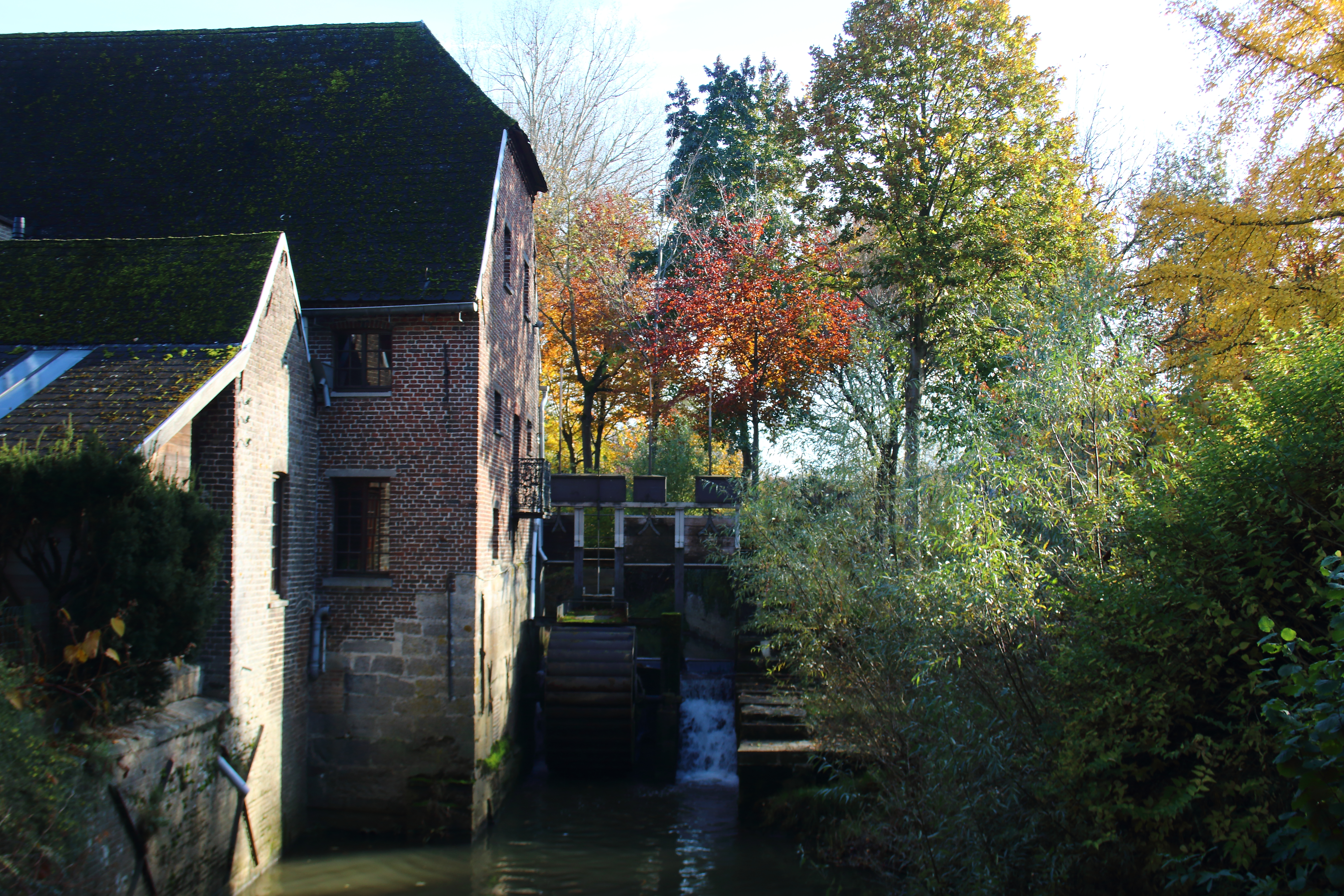
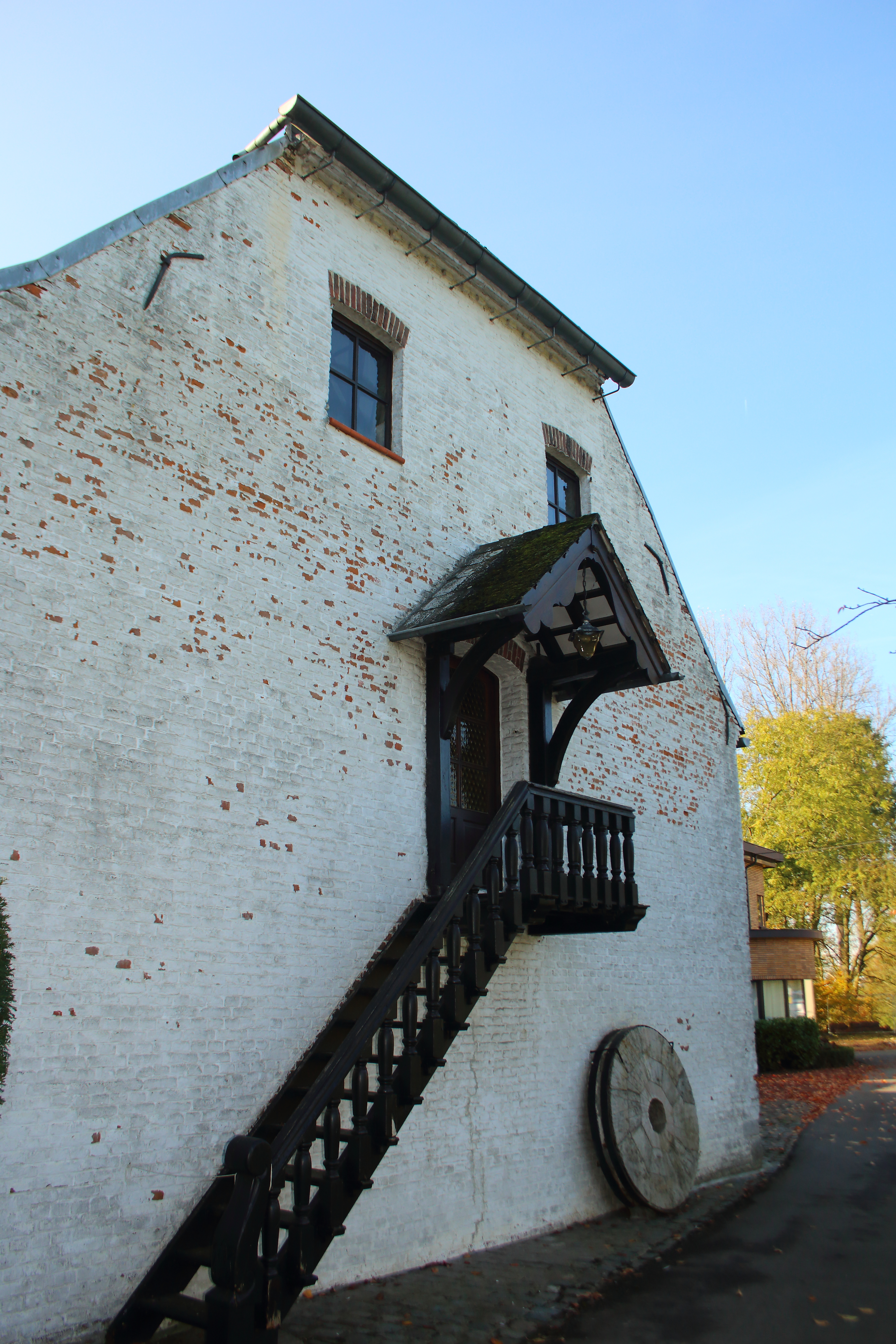